# A la deriva (película de 2006)
A la deriva (Open Water 2: Adrift en inglés y Open Water 2 en alemán) es una película alemana de  suspense de 2006, dirigida por Hans Horn y protagonizada por Susan May Pratt, Richard Speight, Jr., Niklaus Lange, Ali Hillis, Cameron Richardson y Eric Dane. La película se rodó de manera íntegra en Malta.

## Argumento
Un grupo de amigos de instituto son invitados por Dan (Eric Dane) a un crucero en yate durante el fin de semana, entre ellos se encuentra Michelle (Cameron Richardson)  Amy, que padece (acuafobia) y James (Susan May Pratt y Richard Speight, Jr.) se traen consigo a su bebé. Una vez están en alta mar, todo el grupo se pega un chapuzón sin acordarse primero de bajar la escalera del navío. A lo largo de la película la tensión va en aumento, ya que son incapaces de abordar el yate donde se encuentra el bebé de la pareja abandonado, mientras los demás deben permanecer a la deriva. Las cosas empeoran cuando Dan les confiesa que el yate es en realidad de su jefe.

## Reparto
| Actor               | Personaje     |
| ------------------- | ------------- |
| Susan May Pratt     | Amy           |
| Richard Speight Jr. | James         |
| Niklaus Lange       | Zach          |
| Ali Hillis          | Lauren        |
| Cameron Richardson  | Michelle      |
| Eric Dane           | Dan           |
| Wolfgang Raach      | Padre de Amy  |
| Alexandra Raach     | Amy (pequeña) |